# Exomis (roba)

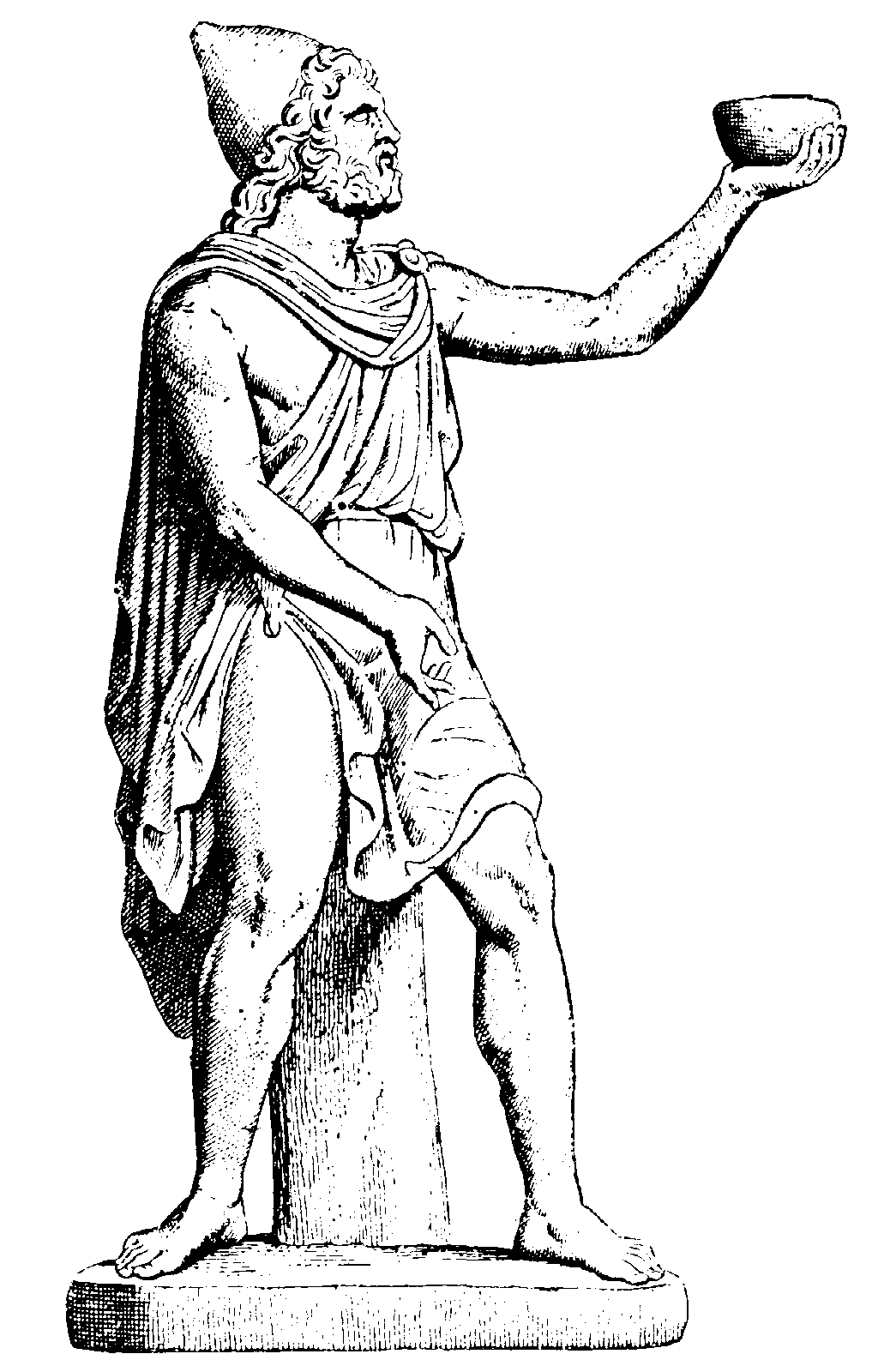
Odisseu amb un pili, un exomis i una clàmide

Exomis (en llatí exomis, en grec antic ἐξωμίς) era una peça de roba portada generalment per esclaus o treballadors romans, consistent en una mena de túnica que es tancava només per l'espatlla esquerra i deixava al descobert l'espatlla dreta i part del pit, i així es distingia de la ἀμφιμάσχαλος ('amfimáskhalos') túnica de dues mànigues, que utilitzaven persones que es dedicaven altra mena de treballs.
L'exomis era el vestit que portaven els vells a les obres còmiques, i el déu Hefest, considerada una deïtat del treball, era representada amb exomis. També es representava així a Odisseu. Aulus Gel·li diu que es tractava d'una túnica comú però amb un costat especial, però aquesta afirmació no és del tot exacta, ja que la roba presentava algunes altres diferències menors amb les túniques normals.